# André the Giant Memorial Battle Royal

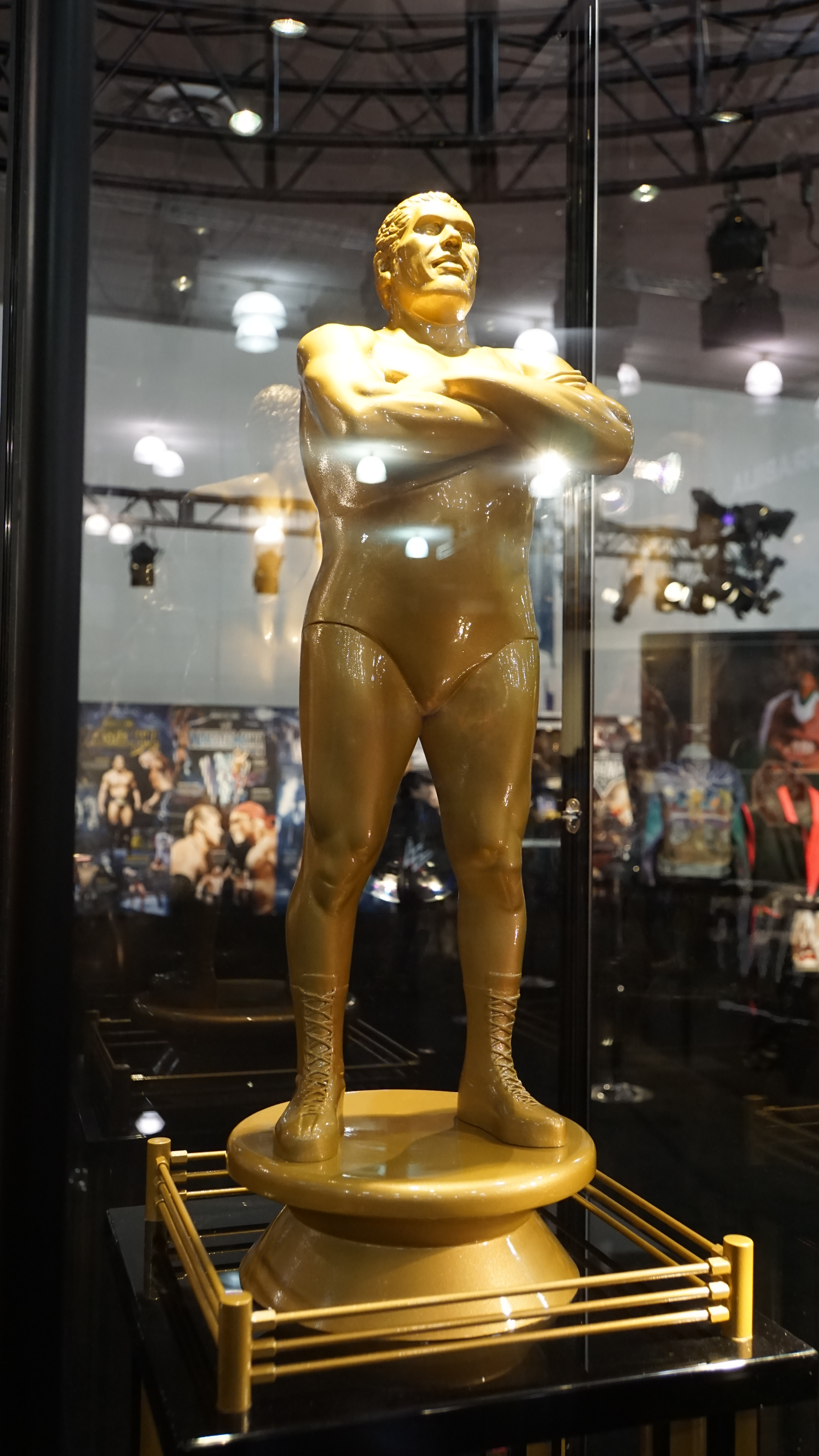
El trofeo otorgado al ganador del André the Giant Memorial Battle Royal.

El André the Giant Memorial Battle Royal es un battle royal de lucha libre profesional celebrado por la promoción de lucha libre profesional WWE en su evento anual WrestleMania desde 2014 a 2019, cuando dos años más tarde el combate se trasladó al último SmackDown previo al evento. Se llevó a cabo por primera vez en WrestleMania XXX en 2014.
La lucha se nombra en honor de André the Giant, el primer luchador miembro del WWE Hall of Fame que con más de dos metros de alto y 240 kilos de peso, era conocido como «El rey del battle royal» debido a la gran mayoría de luchas de este tipo en las que participó.

## Historia
En el episodio del 10 de marzo de 2014 de Raw, Hulk Hogan, anfitrión de WrestleMania XXX, anunció que estaba estableciendo el André the Giant Memorial Battle Royal en honor al legado de André the Giant y que tendría lugar en el evento el 6 de abril, con el ganador recibiendo un trofeo conmemorativo (hecho en la semejanza de André). Cesaro ganaría la lucha, siendo hasta 2024 el único extranjero en conseguirlo, después de eliminar a The Big Show usando un body slam similar al que Hogan aplicó a André en WrestleMania III.
En WrestleMania 31, se llevó a cabo la segunda edición anual del André the Giant Memorial Battle Royal, estableciendo la lucha como una tradición anual en el evento de la WWE. The Big Show ganó la lucha eliminando por último a Damien Mizdow. The Big Show es un luchador que a menudo se ha comparado con André debido a su tamaño y estatura similares.
En WrestleMania 32, se llevó a cabo la tercera edición anual del André the Giant Memorial Battle Royal, con Baron Corbin eliminando a Kane para ganar la lucha, que también fue notable por la participación especial de los luchadores semirretirados Tatanka y Diamond Dallas Page, y del exjugador de baloncesto de la NBA Shaquille O'Neal como un participante sorpresa.
En WrestleMania 33, se llevó a cabo la cuarta edición anual del André the Giant Memorial Battle Royal, con Mojo Rawley como ganador de dicho combate. El combate fue notable con la aparición especial del jugador de fútbol americano Rob Gronkowski, quien respondió a las agresiones de Jinder Mahal.
En WrestleMania 34, se llevó a cabo la quinta edición anual del André the Giant Memorial Battle Royal, con Matt Hardy como ganador de dicho combate. Entre los detalles más destacables, está la aparición de Bray Wyatt, quien ayudó a Hardy a ganar dicha lucha.
En WrestleMania 35, se llevó a cabo la sexta edición anual del André the Giant Memorial Battle Royal, con Braun Strowman como ganador de dicho combate. Entre los detalles más destacables están la participación de los anfitriones televisivos Colin Jost (siendo este el último eliminado) y Michael Che, además del regreso de Harper tras una lesión.
En WrestleMania 36, no se realizó el combate debido a la pandemia del Covid-19 la cual ocasionó cambios en el desarrollo normal de las actividades, por lo que este tipo de lucha al tener muchos luchadores en un espacio muy reducido no cumplía con el protocolo del distanciamiento social, y por ello descartó la lucha para la programación de WrestleMania.
El 9 de abril de 2021 en SmackDown, antes de WrestleMania 37, se llevó a cabo la séptima edición del André the Giant Memorial Battle Royal, y la primera dentro de un show semanal, siendo Jey Uso el ganador.
El 1 de abril de 2022 en SmackDown, antes de WrestleMania 38, se llevó a cabo la octava edición del André the Giant Memorial Battle Royal y la segunda en un show semanal, con Madcap Moss como el ganador de la lucha.
El 31 de marzo de 2023 en SmackDown, antes de WrestleMania 39, se llevó a cabo la novena edición del André the Giant Memorial Battle Royal y la tercera en un show semanal. Bobby Lashley fue el ganador de la lucha.
El 5 de abril de 2024 en SmackDown, antes de WrestleMania XL, se llevó a cabo la décima edición del André the Giant Memorial Battle Royal y la cuarta en un show semanal. Bronson Reed fue el ganador de la lucha, convirtiéndose en el segundo luchador no estadounidense en lograrlo.
El 18 de abril de 2025 en SmackDown, antes de WrestleMania 41, se llevó a cabo la undécima edición del André the Giant Memorial Battle Royal y la quinta en un show semanal. Carmelo Hayes fue el ganador de la lucha.

## Antecedentes de Wrestlemania Battle Royal
En WrestleMania existieron varios Battle Royal que se consideran antecesores del actual, el primero de ellos lo ganó André the Giant quién ahora es homenajeado.
| Ganador                                 | Fecha               | Lugar                       | WrestleMania         | Participantes | Notas |
| --------------------------------------- | ------------------- | --------------------------- | -------------------- | ------------- | --- |
| André the Giant                         | 7 de abril de 1986  | Rosemont, Illinois          | WrestleMania 2       | 20            | Participaron 14 superestrellas de WWF y 6 jugadores de la NFL.                                                                                   |
| Bad News Brown                          | 27 de marzo de 1988 | Atlantic City, Nueva Jersey | WrestleMania IV      | 20            | El ganador recibió un Trofeo que luego lo destruyó Bret Hart.                                                                                    |
| The Legion of Doom 2000 (Hawk & Animal) | 29 de marzo de 1998 | Boston, Massachusetts       | WrestleMania XIV     | 30            | Participaron 15 equipos, el equipo ganador recibió un combate por el WWF World Tag Team Championship en el evento WWF In Your House: Unforgiven. |
| D'Lo Brown & Test                       | 28 de marzo de 1999 | Filadelfia, Pensilvania     | WrestleMania XV      | 21            | Los 2 últimos luchadores en pie recibieron un combate por el WWF World Tag Team Championship esa misma noche.                                    |
| The Iron Sheik                          | 1 de abril de 2001  | Houston, Texas              | WrestleMania X-Seven | 18            | Participaron únicamente Leyendas y luchadores retirados.                                                                                         |
| Booker T                                | 3 de abril de 2005  | Los Ángeles, California     | WrestleMania 21      | 30            | |
| Viscera                                 | 2 de abril de 2006  | Chicago, Illinois           | WrestleMania 22      | 18            | |
| Kane                                    | 30 de marzo de 2008 | Orlando, Florida            | WrestleMania XXIV    | 24            | El ganador recibió un combate por el ECW Championship esa misma noche.                                                                           |
| Yoshi Tatsu                             | 28 de marzo de 2010 | Glendale, Arizona           | WrestleMania XXVI    | 26            | |
| The Great Khali                         | 3 de abril de 2011  | Atlanta, Georgia            | WrestleMania XXVII   | 23            | |

## Ganadores del André the Giant Memorial Battle Royal
| Ganador        | Fecha               | Lugar                         | Evento                    | Participantes | Finalista         |
| -------------- | ------------------- | ----------------------------- | ------------------------- | ------------- | ----------------- |
| Cesaro         | 6 de abril de 2014  | Nueva Orleans, Luisiana       | WrestleMania XXX          | 31            | Big Show          |
| Big Show       | 29 de marzo de 2015 | Santa Clara, California       | WrestleMania 31           | 30            | Damien Mizdow     |
| Baron Corbin   | 3 de abril de 2016  | Arlington, Texas              | WrestleMania 32           | 20            | Kane              |
| Mojo Rawley    | 2 de abril de 2017  | Orlando, Florida              | WrestleMania 33           | 33            | Jinder Mahal      |
| Matt Hardy     | 8 de abril de 2018  | Nueva Orleans, Luisiana       | WrestleMania 34           | 30            | Baron Corbin      |
| Braun Strowman | 7 de abril de 2019  | East Rutherford, Nueva Jersey | WrestleMania 35           | 30            | Colin Jost        |
| Jey Uso        | 9 de abril de 2021  | San Petersburgo, Florida      | SmackDown WrestleMania 37 | 22            | Shinsuke Nakamura |
| Madcap Moss    | 1 de abril de 2022  | Dallas, Texas                 | SmackDown WrestleMania 38 | 20            | Finn Bálor        |
| Bobby Lashley  | 31 de marzo de 2023 | Los Angeles, California       | SmackDown WrestleMania 39 | 32            | Bronson Reed      |
| Bronson Reed   | 5 de abril de 2024  | Filadelfia, Pensilvania       | SmackDown WrestleMania XL | 24            | Ivar              |
| Carmelo Hayes  | 18 de abril de 2025 | Las Vegas, Nevada             | SmackDown WrestleMania 41 | 26            | Andrade           |

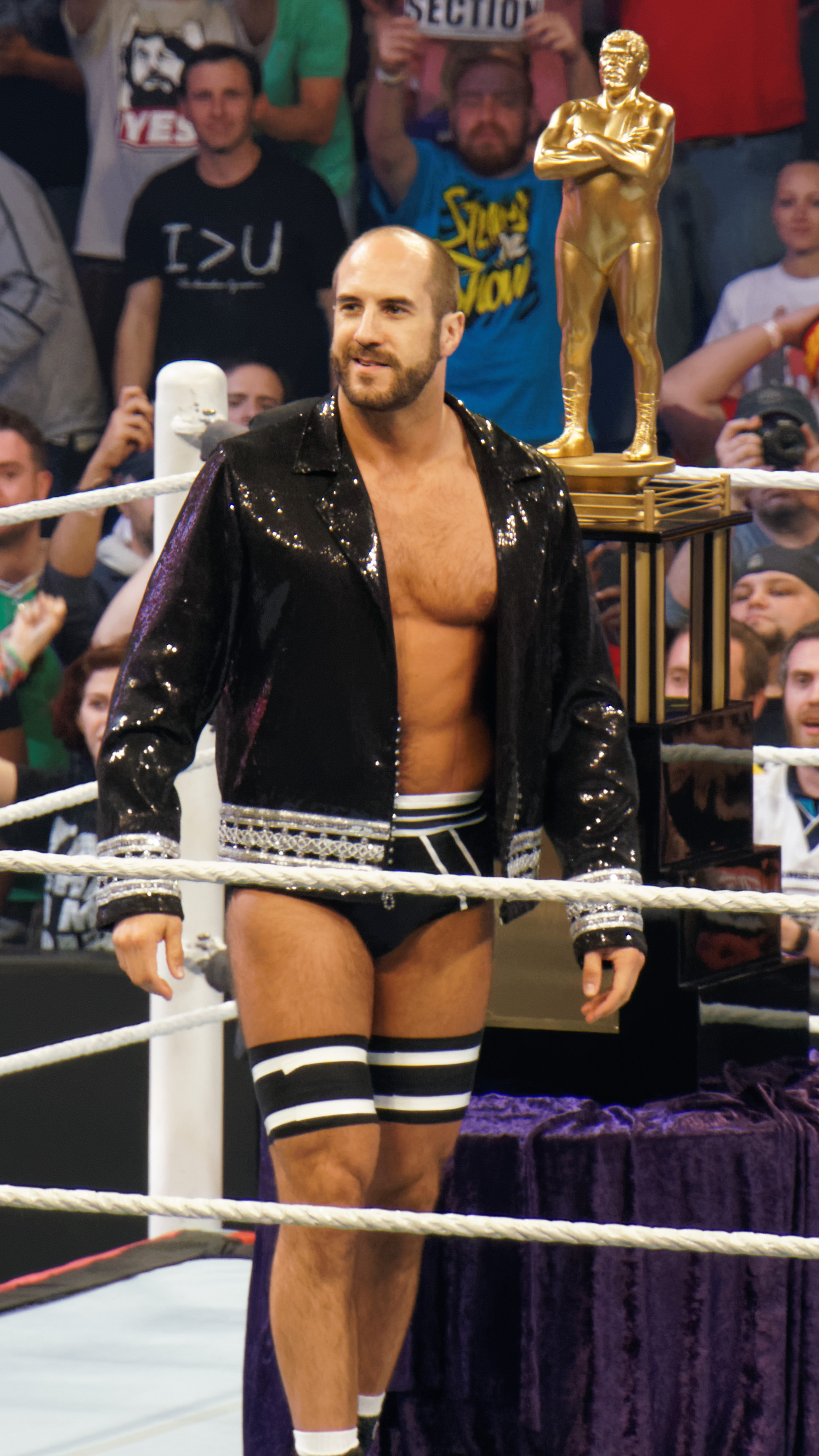
Cesaro, primer ganador
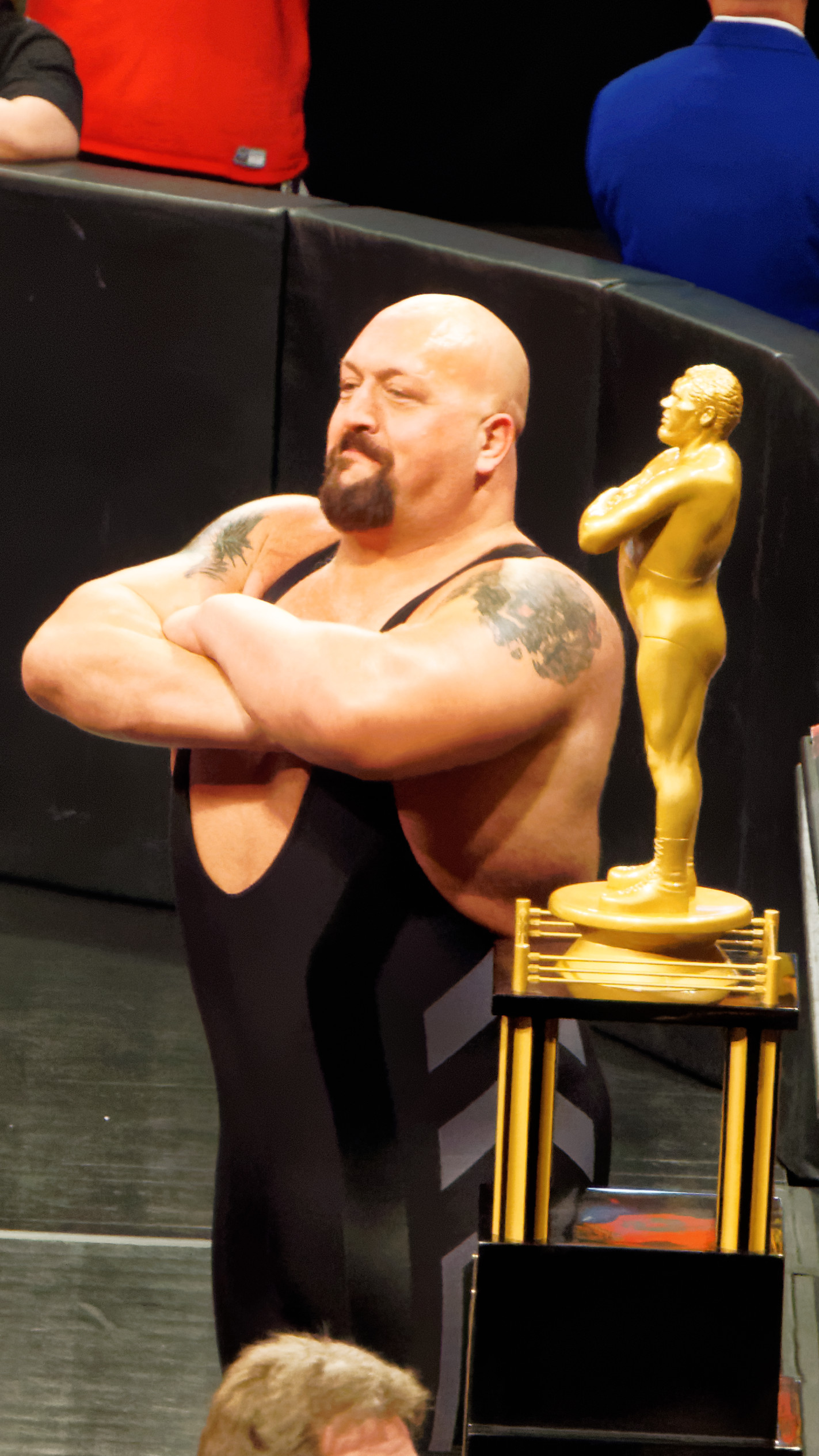
Big Show, segundo ganador
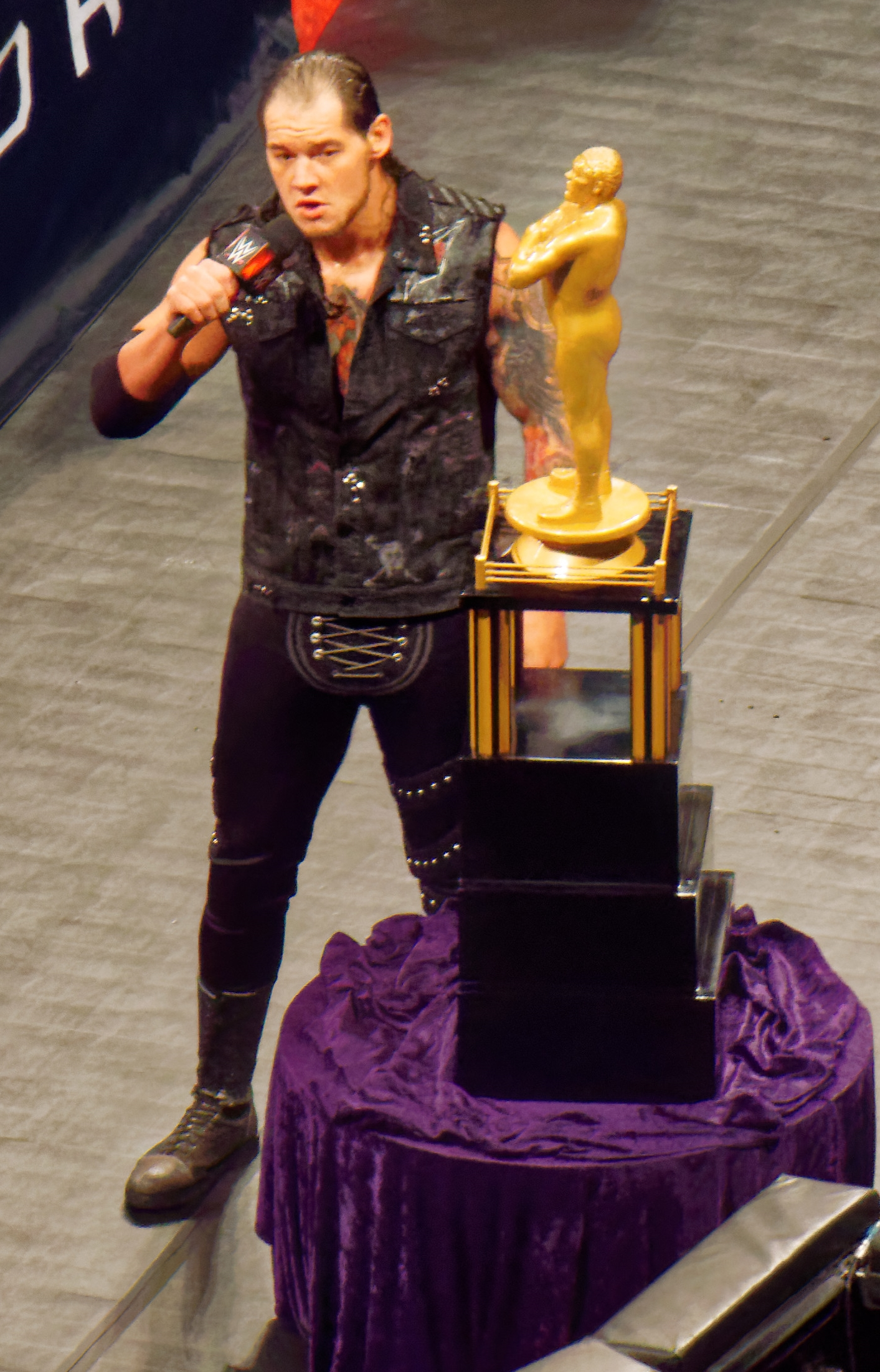
Baron Corbin, tercer ganador

## Récords y estadísticas

### Datos generales

#### Evento
- El André the Giant Memorial Battle Royal que duró más tiempo fue el de WrestleMania 31 con 18:05. Por otro lado, el de menos tiempo fue el de WrestleMania 32 con 9:41.
- El André the Giant Memorial Battle Royal que tuvo más participantes fue el de WrestleMania 33, mientras el que menos tuvo fue el de WrestleMania 32 y SmackDown WrestleMania 38, ambos con 20.
- En cuatro ocasiones, el André the Giant Memorial Battle Royal fue movido al pre-show de WrestleMania; en WrestleMania 31, WrestleMania 33, WrestleMania 34 y WrestleMania 35. Mientras que desde 2021, el André the Giant Memorial Battle Royal se realiza en el show semanal de SmackDown.
- La versión de 2020 del combate no se llevó a cabo debido a la pandemia del COVID-19.

#### Luchadores
- El luchador que más participaciones tuvo en el André the Giant Memorial Battle Royal es R-Truth con 6 participaciones. Asimismo, Heath Slater es el único luchador con 6 participaciones consecutivas.
  - Le siguen Apollo Crews, Jinder Mahal, Shelton Benjamin, Titus O'Neil, Dolph Ziggler, Bo Dallas, Konnor, Viktor, Fandango, Goldust con 5 cada uno.
  - Por su parte, están Akira Tozawa, Angel, Berto, Otis, Baron Corbin, Luke Gallows, Karl Anderson, Cedric Alexander, Curtis Axel y Sin Cara con 4 cada uno.
- El luchador que realizó más eliminaciones fue Braun Strowman con 13 en WrestleMania 35. Le siguen The Big Show con 9 eliminaciones en WrestleMania 31; Alberto Del Río con 7 en WrestleMania XXX; Ryback en WrestleMania 31, Kane en WrestleMania 34 y Bobby Lashley en SmackDown WrestleMania 2023 con 6 cada uno.
- El luchador que cuenta con más eliminaciones acumuladas es Braun Strowman con 23 eliminaciones en total. Le sigue The Big Show con 14.
- El luchador que permaneció más tiempo para ganar el André the Giant Memorial Battle Royal fue The Big Show en WrestleMania 31 con 18:05. Por otra parte, el que menos tiempo estuvo para ganar el André the Giant Memorial Battle Royal fue Baron Corbin en WrestleMania 32 con 9:41.
- Andrade, Omos y Otis son los únicos luchadores que se eliminaron a sí mismos tras sacar a su oponente, esto ocurrió en WrestleMania 35, SD XL y SD 41 respectivamente. Por otra parte, Elton Prince es el único en haberse eliminado de forma voluntaria.
- Los participantes que provinieron de NXT para el André the Giant Memorial Battle Royal fueron Hideo Itami, Baron Corbin, Killian Dain, Tian Bing y Tommaso Ciampa. A la vez, Corbin fue el único participante de NXT en ganar dicho encuentro.
- Las celebridades invitadas a esta lucha fueron Shaquille O'Neal, Colin Jost y Michael Che. Estos dos últimos son las primeras celebridades en anunciarse como participantes previamente a la lucha.
- Cesaro (suizo) y Bronson Reed (australiano) son los únicos no estadounidenses que ganaron el André the Giant Memorial Battle Royal.
- Bobby Lashley y Carmelo Hayes son los únicos luchadores en ganar el André the Giant Memorial Battle Royal en la única vez que participaron hasta la fecha.

### Número de participantes
El color verde ██ indica las superestrellas que son parte del roster principal, amarillo ██ indica las superestrellas invitadas de NXT, gris ██ indica las superestrellas leyendas e invitados especiales que participaron en el combate.
| Luchador                  | XXX  | 31       | 32   | 33       | 34       | 35       | 36         | 37   | 38   | 39   | XL   | 41   |
| Luchador                  | XXX  | Kick-Off | 32   | Kick-Off | Kick-Off | Kick-Off | Sin Evento | SD   | SD   | SD   | SD   | SD   |
| ------------------------- | ---- | -------- | ---- | -------- | -------- | -------- | ---------- | ---- | ---- | ---- | ---- | ---- |
| Adam Rose                 |      | Sí       | Sí   |          |          |          |            |      |      |      |      |      |
| Aiden English             |      |          |      | Sí       | Sí       |          |            |      |      |      |      |      |
| Akira Tozawa              |      |          |      |          |          |          |            | Sí   | Sí   |      | Sí   | Sí   |
| Alberto Del Río           | Sí   |          |      |          |          |          |            |      |      |      |      |      |
| Alex Riley                |      | Sí       |      |          |          |          |            |      |      |      |      |      |
| Andrade                   |      |          |      |          |          | Sí       |            |      |      |      |      | Sí   |
| Angel (Garza)             |      |          |      |          |          |          |            | Sí   |      | Sí   | Sí   | Sí   |
| Angelo Dawkins            |      |          |      |          |          |          |            |      |      | Sí   |      |      |
| Apollo Crews              |      |          |      | Sí       | Sí       | Sí       |            |      | Sí   |      | Sí   |      |
| Ashante "Thee" Adonis     |      |          |      |          |          |          |            |      |      | Sí   | Sí   |      |
| Austin Theory             |      |          |      |          |          |          |            |      |      |      |      | Sí   |
| Baron/King Corbin         |      |          | Ganó |          | Sí       |          |            | Sí   |      | Sí   |      |      |
| Big E                     | Sí   | Sí       |      |          |          |          |            |      |      |      |      |      |
| Big Show                  | Sí   | Ganó     | Sí   | Sí       |          |          |            |      |      |      |      |      |
| Bo Dallas                 |      | Sí       | Sí   | Sí       | Sí       | Sí       |            |      |      |      |      |      |
| Bobby Lashley             |      |          |      |          |          |          |            |      |      | Ganó |      |      |
| Bobby/Robert Roode        |      |          |      |          |          | Sí       |            |      | Sí   |      |      |      |
| Brad Maddox               | Sí   |          |      |          |          |          |            |      |      |      |      |      |
| Braun Strowman            |      |          |      | Sí       |          | Ganó     |            |      |      | Sí   |      |      |
| Brodus Clay               | Sí   |          |      |          |          |          |            |      |      |      |      |      |
| Bronson Reed              |      |          |      |          |          |          |            |      |      | Sí   | Ganó |      |
| Brutus Creed              |      |          |      |          |          |          |            |      |      |      | Sí   | Sí   |
| Butch/Pete Dunne          |      |          |      |          |          |          |            |      |      | Sí   |      | Sí   |
| Cameron Grimes            |      |          |      |          |          |          |            |      |      |      | Sí   |      |
| Carlito                   |      |          |      |          |          |          |            |      |      |      |      | Sí   |
| Carmelo Hayes             |      |          |      |          |          |          |            |      |      |      |      | Ganó |
| Cedric Alexander          |      |          |      |          |          |          |            | Sí   | Sí   | Sí   | Sí   |      |
| Cesaro                    | Ganó | Sí       |      |          |          |          |            |      |      |      |      |      |
| Chad Gable                |      |          |      | Sí       | Sí       | Sí       |            |      |      |      |      | Sí   |
| Cody Rhodes               | Sí   |          |      |          |          |          |            |      |      |      |      |      |
| Colin Jost                |      |          |      |          |          | Sí       |            |      |      |      |      |      |
| Cruz del Toro             |      |          |      |          |          |          |            |      |      | Sí   | Sí   | Sí   |
| Commander Azeez           |      |          |      |          |          |          |            |      | Sí   |      |      |      |
| Curt Hawkins              |      |          |      | Sí       | Sí       |          |            |      |      |      |      |      |
| Curtis Axel               |      | Sí       | Sí   | Sí       | Sí       |          |            |      |      |      |      |      |
| Damian Priest             |      |          |      |          |          |          |            |      | Sí   |      |      |      |
| Damien Sandow/Mizdow      | Sí   | Sí       | Sí   |          |          |          |            |      |      |      |      |      |
| Darren Young              | Sí   | Sí       | Sí   |          |          |          |            |      |      |      |      |      |
| Dash Wilder               |      |          |      |          | Sí       |          |            |      |      |      |      |      |
| David Otunga              | Sí   |          |      |          |          |          |            |      |      |      |      |      |
| Dexter Lumis              |      |          |      |          |          |          |            |      |      | Sí   |      |      |
| Diamond Dallas Page       |      |          | Sí   |          |          |          |            |      |      |      |      |      |
| Dolph Ziggler             | Sí   |          |      | Sí       | Sí       |          |            |      | Sí   | Sí   |      |      |
| Dragon Lee                |      |          |      |          |          |          |            |      |      |      |      | Sí   |
| Drew Gulak                |      |          |      |          |          |          |            | Sí   | Sí   |      |      |      |
| Drew McIntyre             | Sí   |          |      |          |          |          |            |      |      |      |      |      |
| EC3                       |      |          |      |          |          | Sí       |            |      |      |      |      |      |
| Elias                     |      |          |      |          |          |          |            | Sí   |      | Sí   |      |      |
| Elton Prince              |      |          |      |          |          |          |            |      |      |      | Sí   | Sí   |
| Épico/Fernando            |      | Sí       |      | Sí       |          |          |            |      |      |      |      |      |
| Erick Rowan               |      | Sí       |      |          |          |          |            |      |      |      |      |      |
| Erik                      |      |          |      |          |          |          |            | Sí   | Sí   |      |      |      |
| Fandango                  | Sí   | Sí       | Sí   | Sí       | Sí       |          |            |      |      |      |      |      |
| Finn Bálor                |      |          |      |          |          |          |            |      | Sí   |      |      |      |
| Goldust                   | Sí   | Sí       | Sí   | Sí       | Sí       |          |            |      |      |      |      |      |
| Gran Metalik              |      |          |      |          |          | Sí       |            | Sí   |      |      |      |      |
| Grayson Waller            |      |          |      |          |          |          |            |      |      |      |      | Sí   |
| Heath Slater              | Sí   | Sí       | Sí   | Sí       | Sí       | Sí       |            |      |      |      |      |      |
| Hideo Itami               |      | Sí       |      |          |          |          |            |      |      |      |      |      |
| Humberto (Carrillo)/Berto |      |          |      |          |          |          |            | Sí   |      | Sí   | Sí   | Sí   |
| Ivar                      |      |          |      |          |          |          |            |      | Sí   | Sí   | Sí   |      |
| Jack Swagger              |      | Sí       | Sí   |          |          |          |            |      |      |      |      |      |
| Jason Jordan              |      |          |      | Sí       |          |          |            |      |      |      |      |      |
| Jaxson Ryker              |      |          |      |          |          |          |            |      | Sí   |      |      |      |
| JD McDonagh               |      |          |      |          |          |          |            |      |      |      | Sí   |      |
| Jeff Hardy                |      |          |      |          |          | Sí       |            |      |      |      |      |      |
| Jey Uso                   |      |          |      | Sí       |          |          |            | Ganó |      |      |      |      |
| Jimmy Uso                 |      | Sí       |      | Sí       |          |          |            |      |      |      |      |      |
| Jinder Mahal              | Sí   |          |      | Sí       |          | Sí       |            |      | Sí   |      | Sí   |      |
| Joaquin Wilde             |      |          |      |          |          |          |            |      |      | Sí   | Sí   | Sí   |
| Johnny Gargano            |      |          |      |          |          |          |            |      |      | Sí   |      |      |
| Julius Creed              |      |          |      |          |          |          |            |      |      |      | Sí   | Sí   |
| Justin Gabriel            | Sí   |          |      |          |          |          |            |      |      |      |      |      |
| Kalisto                   |      |          |      | Sí       |          | Sí       |            | Sí   |      |      |      |      |
| Kane                      |      | Sí       | Sí   |          | Sí       |          |            |      |      |      |      |      |
| Karl Anderson             |      |          |      |          | Sí       | Sí       |            |      |      | Sí   | Sí   |      |
| Karrion Kross             |      |          |      |          |          |          |            |      |      | Sí   |      | Sí   |
| Killian Dain              |      |          |      | Sí       |          |          |            |      |      |      |      |      |
| Kit Wilson                |      |          |      |          |          |          |            |      |      |      | Sí   | Sí   |
| Kofi Kingston             | Sí   | Sí       |      |          |          |          |            |      |      |      |      |      |
| Konnor                    |      | Sí       | Sí   | Sí       | Sí       | Sí       |            |      |      |      |      |      |
| LA Knight                 |      |          |      |          |          |          |            |      |      | Sí   |      |      |
| Lince Dorado              |      |          |      |          |          | Sí       |            | Sí   |      |      |      |      |
| Ludwig Kaiser             |      |          |      |          |          |          |            |      |      |      |      | Sí   |
| Luke Gallows              |      |          |      |          | Sí       | Sí       |            |      |      | Sí   | Sí   |      |
| (Luke) Harper             |      |          |      | Sí       |          | Sí       |            |      |      |      |      |      |
| MACE/ma.çé                |      |          |      |          |          |          |            | Sí   |      | Sí   |      |      |
| Madcap Moss               |      |          |      |          |          |          |            |      | Ganó | Sí   |      |      |
| Mansoor/mån.sôör          |      |          |      |          |          |          |            |      | Sí   | Sí   |      |      |
| Mark Henry                | Sí   | Sí       | Sí   | Sí       |          |          |            |      |      |      |      |      |
| Matt Hardy                |      |          |      |          | Ganó     | Sí       |            |      |      |      |      |      |
| Michael Che               |      |          |      |          |          | Sí       |            |      |      |      |      |      |
| Mike Kanellis             |      |          |      |          | Sí       |          |            |      |      |      |      |      |
| Mojo Rawley               |      |          |      | Ganó     | Sí       |          |            |      |      |      |      |      |
| Murphy                    |      |          |      |          |          |          |            | Sí   |      |      |      |      |
| Mustafa Ali               |      |          |      |          |          | Sí       |            | Sí   |      | Sí   |      |      |
| No Way Jose               |      |          |      |          |          | Sí       |            |      |      |      |      |      |
| Omos                      |      |          |      |          |          |          |            |      |      |      | Sí   |      |
| Otis                      |      |          |      |          |          | Sí       |            |      |      | Sí   | Sí   | Sí   |
| Primo (Colón)/Diego       |      | Sí       |      | Sí       | Sí       |          |            |      |      |      |      |      |
| R-Truth                   | Sí   |          | Sí   | Sí       | Sí       |          |            |      | Sí   |      |      | Sí   |
| Reggie                    |      |          |      |          |          |          |            |      | Sí   |      |      |      |
| Rey Fénix                 |      |          |      |          |          |          |            |      |      |      |      | Sí   |
| Rey Mysterio              | Sí   |          |      |          |          |          |            |      |      |      |      |      |
| Ricochet                  |      |          |      |          |          |          |            | Sí   |      |      | Sí   |      |
| Rhyno                     |      |          |      | Sí       | Sí       | Sí       |            |      |      |      |      |      |
| Rick Boogs                |      |          |      |          |          |          |            |      |      | Sí   |      |      |
| Ryback                    |      | Sí       |      |          |          |          |            |      |      |      |      |      |
| Ridge Holland             |      |          |      |          |          |          |            |      |      | Sí   |      |      |
| Sanga                     |      |          |      |          |          |          |            |      |      |      | Sí   |      |
| Sami Zayn                 |      |          |      | Sí       |          |          |            |      |      |      |      |      |
| Santino Marella           | Sí   |          |      |          |          |          |            |      |      |      |      |      |
| Santos Escobar            |      |          |      |          |          |          |            |      |      | Sí   |      | Sí   |
| Scott Dawson              |      |          |      |          | Sí       |          |            |      |      |      |      |      |
| Shanky                    |      |          |      |          |          |          |            |      | Sí   |      |      |      |
| Shaquille O'Neal          |      |          | Sí   |          |          |          |            |      |      |      |      |      |
| Sheamus                   | Sí   |          |      |          |          |          |            |      |      |      |      |      |
| Shelton Benjamin          |      |          |      |          | Sí       | Sí       |            | Sí   | Sí   | Sí   |      |      |
| Shinsuke Nakamura         |      |          |      |          |          |          |            | Sí   |      |      |      | Sí   |
| Simon Gotch               |      |          |      | Sí       |          |          |            |      |      |      |      |      |
| Sin Cara                  | Sí   | Sí       |      | Sí       | Sí       |          |            |      |      |      |      |      |
| SLAPJACK                  |      |          |      |          |          |          |            | Sí   |      |      |      |      |
| T-BAR                     |      |          |      |          |          |          |            | Sí   | Sí   |      |      |      |
| Tatanka                   |      |          | Sí   |          |          |          |            |      |      |      |      |      |
| The Great Khali           | Sí   |          |      |          |          |          |            |      |      |      |      |      |
| The Miz                   | Sí   | Sí       |      |          |          |          |            |      |      |      |      | Sí   |
| Tian Bing                 |      |          |      | Sí       |          |          |            |      |      |      |      |      |
| Titus O'Neil              | Sí   | Sí       |      | Sí       | Sí       | Sí       |            |      |      |      |      |      |
| Tommaso Ciampa            |      |          |      |          |          |          |            |      | Sí   |      |      |      |
| Top Dolla                 |      |          |      |          |          |          |            |      |      | Sí   |      |      |
| Tucker                    |      |          |      |          |          | Sí       |            | Sí   |      |      |      |      |
| Tye Dillinger             |      |          |      |          | Sí       |          |            |      |      |      |      |      |
| Tyler Bate                |      |          |      |          |          |          |            |      |      |      |      | Sí   |
| Tyler Breeze              |      |          | Sí   | Sí       | Sí       | Sí       |            |      |      |      |      |      |
| Tyson Kidd                | Sí   | Sí       |      |          |          |          |            |      |      |      |      |      |
| Veer Mahaan               |      |          |      |          |          |          |            |      |      |      | Sí   |      |
| Viktor                    |      | Sí       | Sí   | Sí       | Sí       | Sí       |            |      |      |      |      |      |
| Xavier Woods              | Sí   | Sí       |      |          |          |          |            |      |      | Sí   |      |      |
| Yoshi Tatsu               | Sí   |          |      |          |          |          |            |      |      |      |      |      |
| Zack Ryder                | Sí   | Sí       |      |          | Sí       |          |            |      |      |      |      |      |

### Número de eliminaciones en una misma lucha
| Luchador        | N.º de eliminaciones | Edición |
| --------------- | -------------------- | ------- |
| Braun Strowman  | 13                   | 35      |
| The Big Show    | 9                    | 31      |
| Alberto Del Río | 7                    | XXX     |
| Bobby Lashley   | 6                    | SD 39   |
| Kane            | 6                    | 34      |
| Ryback          | 6                    | 31      |
| Omos            | 5                    | SD XL   |
| Damian Priest   | 5                    | SD 38   |
| Rey Fénix       | 4                    | SD 41   |
| Andrade         | 4                    | 35      |

En negrita y cursiva, luchadores bajo contrato con WWE.

### Número de eliminaciones en total
| Luchador          | N.º de eliminaciones | Participaciones |
| ----------------- | -------------------- | --------------- |
| Braun Strowman    | 23                   | 3               |
| The Big Show      | 14                   | 4               |
| Kane              | 12                   | 3               |
| Baron/King Corbin | 8                    | 4               |
| Andrade           | 7                    | 2               |
| Alberto Del Río   | 7                    | 1               |
| Dolph Ziggler     | 7                    | 5               |
| Bobby Lashley     | 6                    | 1               |
| Ivar              | 6                    | 3               |
| Bronson Reed      | 6                    | 2               |
| Ryback            | 6                    | 1               |
| Madcap Moss       | 6                    | 2               |
| Mark Henry        | 6                    | 4               |

En negrita y cursiva, luchadores bajo contrato con WWE.